# Grad Rougemont
Grad Rougemont, znan tudi kot Exetrski grad, je zgodovinski grad mesta Exeter, Devon, Anglija. Vgrajen je bil v severnem kotu rimskega mestnega obzidja leta 1068 ali kmalu po njem, po uporu Exetra proti Viljemu Osvajalcu. Leta 1136 ga je tri mesece oblegal kralj Štefan Angleški. Zunanji obor, od katerega je danes le malo ohranjenega, je bil dodan pozneje v 12. stoletju.
Grad je omenjen v Shakespearovi drami Richard III. v sklicevanju na obisk tega kralja v Exetru leta 1483. Okrajno sodišče v Devonu je bilo tukaj vsaj od leta 1607 in tri devonske čarovnice – zadnje osebe v Angliji, ki so bile usmrčene zaradi čarovništva – so bile leta 1682 obsojene na Exeter Assies.
Vse stavbe znotraj obzidja so bile v 1770-ih odstranjene, da bi naredili prostor za novo sodno stavbo, ki so jo leta 1895 in 1905 razširili z dodanimi trakti. Notranjost gradu zaradi svoje funkcije sodišča ni bila odprta javnosti, dokler se leta 2004 sodišče ni preselilo na novo lokacijo. Celotna lokacija je bila kasneje prodana razvijalcu, katerega navedeni cilj je bil preoblikovati ga v »Covent Garden na jugozahodu«.
Grad je dobil ime po rdečem kamnu, ki so ga našli v hribu in je bil uporabljen pri gradnji prvotnih stavb, od katerih je glavni ostanek veliko zgodnjenormansko vhodno poslopje. S treh strani je obdan z vrtovi Rougemont in Northernhay Gardens, javnimi parki, ki jih zdaj vzdržuje mestni svet Exetra.

## Gradnja in zgodnja zgodovina
Po normanski osvojitvi leta 1066 je Gytha, mati poraženega kralja Harolda, živela v Exetru in to je morda povzročilo, da je mesto postalo središče odpora proti Viljemu Osvajalcu. Drugi razlog za nezadovoljstvo je morda Viljemovo vztrajanje, da je treba povečati tradicionalni letni davek mesta v višini 18 funtov. Potem ko so meščani Exetra zavrnili Viljemovo zahtevo, da bi mu morali priseči zvestobo, je leta 1068 vkorakal v mesto in ga oblegal 18 dni, preden je kapituliralo.
Meščani Exetra so lahko zdržali Viljemovo obleganje zahvaljujoč mestnemu obzidju, ki so ga prvi zgradili Rimljani in okoli leta 928 obsežno popravil kralj Ethelstan. Čeprav se je obleganje končalo s predajo mesta, je Viljem ukazal zgraditi grad znotraj obzidja, da bi zaščitil svoj položaj. Izbrano mesto je bilo na najvišji točki, znotraj severnega kota stene, na vulkanskem izdanku.
Gradnja gradu je bila prepuščena Baldwinu FitzGilbertu, ki je bil med drugimi častmi imenovan za kastelana. Med severozahodnim in severovzhodnim mestnim obzidjem sta bila zgrajena globok jarek in notranje obzidje, ki je tvorilo približno kvadratno ograjen prostor s stranicami približno 180 m. Domesday Book iz leta 1086 poroča, da je bilo 48 hiš uničenih v Exetru, odkar je kralj prišel v Anglijo - to so si zgodovinarji razlagali tako, da je bilo toliko hiš na mestu, očiščenem za grad. Veliko kamnito vhodno poslopje, ki je še ohranjeno, je bilo vzidano v brežino na južni strani ograde. Ima jasne elemente anglosaške arhitekture, kot so dolgi in kratki zavihki ter okna z dvojnimi trikotnimi glavami, kar kaže na to, da so jo zelo zgodaj zgradili angleški zidarji po ukazu Normanov. V tej zgodnji fazi je bilo obzidje verjetno nadgrajeno z ograjo, čeprav sta bila kmalu zgrajena dva vogalna stolpa, kjer se je breg srečal z mestnim obzidjem, od katerih je zahodni (zmotno znan kot Ethelstanov stolp') še vedno prisoten.
Zapor je kmalu zamenjal zidan zastor. Ostanki tega obzidja kažejo, da je bilo vpeto v popravljeno mestno obzidje, ne pa v vhodna vrata, kar kaže, da je bilo zgrajeno od prvega proti drugemu. Druga zgodnja izboljšava je bila gradnja zaščitnega barbakana nad mestno stranjo dvižnega mostu. Obstajajo dokazi, da je bil grad napaden, preden je bil dokončan. Ti dokazi so fizični, v obliki popravil Ethelstanovega stolpa; in dokumentarec v poročilu, ki ga je naredil Orderic Vitalis o napadu na Exeter leta 1069.
V začetku 12. stoletja so znotraj grajskega obzidja zgradili kapelo, posvečeno sveti Mariji. Imel je štiri prebendarje in naj bi ga ustanovil William de Avenell, sin grajskega graditelja Baldwina FitzGilberta; de Avenell je ustanovil tudi samostan v bližnjem Cowicku.

## 17. do 20. stoletja
Leta 1607 je bilo znotraj grajskega obzidja zgrajeno sodišče, leta 1682 in 1685 pa so tukaj sodili trem 'devonskim čarovnicam', preden so jih usmrtili v Heavitreeju. Bili so zadnji ljudje v Angliji, ki so bili usmrčeni zaradi čarovništva; na dogodke spominja plošča na steni ob vratarnici.
Ugledni kartograf in koreograf John Norden je leta 1617 izdelal načrt gradu in njegove okolice. Med drugim prikazuje novozgrajene sodne hiše, kapelo, položaj grajskega vodnjaka, severni prehod - pristanišče in kaj bi lahko bilo porušeno obzidje pravokotne trdnjave ob severovzhodni steni.
Grad med državljansko vojno ni imel pomembne vloge, čeprav je konec leta 1642 parlament pooblastil mesto Exeter, da uporabi 300 GBP javnih sredstev za utrjevanje mesta in popravila gradu. Kljub temu, da so bile na gradu vsaj štiri topniške baterije, je mesto padlo v roke rojalistov leta 1643, nato pa v roke parlamentarcev leta 1646. Med delom vojne je bila vratarnica uporabljena kot zapor.
Leta 1773 so vse stavbe znotraj grajskega obzidja porušili in jih nadomestili s sodno zgradbo, zgrajeno iz apnenca v paladijevskem slogu. Zasnovo je ustvaril lokalni arhitekt Philip Stowey, spremenil pa ga je James Wyatt. V tem času je bil vhodni lok iz zgodnjega 16. stoletja nadomeščen z novim, zgrajenim iz predelanega kamna in opremljen z lažno vratarnico. To je še danes vhod na lokacijo. Sodne stavbe so bile leta 1895 razširjene proti zahodu, s čimer so ustvarili pisarne za novi okrajni svet, in ponovno razširjene leta 1905 z dodatkom neopaladijevskega krila na vzhodu.
Leta 1891 je bilo ugotovljeno, da je del grajskega obzidja med vratarnico in vzhodnim mestnim obzidjem v neizbežnem stanju propada in kljub prizadevanjem za popravilo je padel oktobra istega leta. Nestabilen del obzidja je bil tisti okoli mesta okroglega stolpa, ki je prikazan na Nordenovem načrtu iz leta 1617. Špekuliralo se je, da je bila ob rušenju tega stolpa (neznanega datuma) obnova zelo slabe kakovosti. Po rušenju Marijine kapele z ostalimi stavbami v poznem 18. stoletju so ob novem grajskem vhodu zgradili ložo. To ložo je ogrožal nevaren zid in med deli, da bi jo naredili varno, so izkopavanja v njenih tleh razkrila številna človeška okostja, za katera se domneva, da so bila pokopana v tleh kapele. Thomas Westcote je okoli leta 1630 zapisal, da je kapela 'porušena', dokument iz leta 1639 pa poroča, da je bil škof Hall zaprošen, naj dodeli območje kapele »za pokop takšnih zapornikov, ki bodo umrli v Gaole«.
Drugi pomembni dogodki, ki so se odvijali na gradu, so vključevali gospoda St. Croixa, ki je junija 1786 izvedel prvi vzpon z balonom v Exetru z grajskega dvorišča in 15. maja 1832 prvo letno razstavo Devon Agricultural Society, predhodnik Devon County Showa, je potekal tukaj.ref>»Devonshire: The First Annual Exhibition of the Devon Agricultural Society«. Sherborne Mercury. 21. maj 1832. str. 4. Pridobljeno 4. aprila 2012. (Subscription required for online access)</ref> Okrožni svet se je leta 1964 preselil v dvorano okrožja Devon.
Pomembna zaslišanja na sodiščih starega prava v 20. stoletju so vključevala sojenje in obsodbo letalskega pilota Andrewa Newtona marca 1976 zaradi obtožbe posedovanja strelnega orožja z namenom ogrožanja življenja: obtožbe so bile posledica neuspelega poskusa Newtona da ustreli nekdanjega manekena Normana Scotta, kar je povzročilo umor Scottove nemške doge. Med sojenjem je Scott podal grozljive obtožbe proti takratnemu vodji liberalne stranke Jeremyju Thorpu, kar je nazadnje privedlo do Thorpeovega odstopa s položaja vodje stranke.

## 21. stoletje
Do leta 2003 so nedotaknjene jurijanske stavbe gradu ostale sedež kraljeve oblasti v okrožju in še naprej služile kot dom okrožnih in okrožnih sodišč v Exetru. Zaradi tega je bil grad eden najmanj znanih in dostopnih delov mesta in le malo lokalnih prebivalcev je stopilo čez njegova vrata; nikoli ni bilo dostopno turistom. Vendar so težave z dostopom za invalide na strmem gradu postale velika težava in leta 2004 so bila v pravni četrti Exetra dokončana nova sodna sodišča. Po neuspehu načrta mestnega sveta Exetra za nakup, ga je prodalo Njeno veličanstvo Courts Service v začetku leta 2007 podjetju GL50 Properties, katerega generalni direktor je dejal, da je »grad Rougemont čudovita zgradba, ki jo bomo preoblikovali v Covent Garden na jugozahodu Anglije«.
Danes je grad predmet visoke stopnje pravne zaščite kot spomenik s seznama, vse njegove glavne stavbe pa so zaščitene stavbe stopnje I ali stopnje II*. Na dvorišču stoji kip E. B. Stephensa prvega grofa Fortescueja iz leta 1863: uvrščen je v razred II. Mestni svet je kot pristojni načrtovalec pojasnil svoje pomisleke glede prihodnosti gradu. Izrazilo je svoje stališče, da je treba grad, ne glede na njegovo prihodnjo uporabo, odpreti razumnemu javnemu dostopu in ga vključiti v kulturno četrt mesta kot ključni element, spoštovati je treba zgodovinski pomen in kakovost mesta in zgradb ter vsaj impresivno dvorišče gradu bi moralo biti na voljo za javne prireditve, tudi če so stavbe kupljene za komercialno uporabo. Kot primer te nove uporabe je skupina Coldplay odigrala dobrodelni koncert na dvorišču decembra 2009 med svojo turnejo Viva la Vida.
Leta 2011 je bilo nekdanje sodišče ponovno odprto kot plesna dvorana, z obokanimi okni, spuščenimi do nivoja tal; stranišča so namestili v nekdanje celice za zapornike. Dvorišče 2 ponovno odprto kot Galerija na 150 kvadratnih metrih. Poleg tega je v obzidju gradu nastalo 12 novih stanovanj.